# Петерханс, Вальтер
Вальтер Антон Петерханс  (нем. Walter Anton Peterhans, 12 июня 1897, Франкфурт-на-Майне — 12 апреля 1960, Штеттен) — немецкий фотограф, педагог, сотрудник Баухауса, один из представителей школы Нового ви́дения в художественной фотографии.
Петерханс при поддержке отца осваивал фотографию в раннем возрасте. Учился в Техническом университете Мюнхена (Technische Universität München). В 1921—1923 годах изучал математику, философию и историю искусств в Геттингенском университете. Живопись, фотографию, типографику и полиграфию осваивал в 1925—1926 годах в Государственной Академии графического искусства и полиграфии (Staatliche Akademie für Graphische Künste und Buchgewerbe) в Лейпциге. В 1926 году Петерханс получил степень магистра фотографии в Веймаре.
В 1927 году он открыл собственное фотоателье в Берлине. В 1930-х годах Петерханс стал участником движения «Новое ви́дение» (Neues Sehen). Он фотографировал крупным планом натюрморты из повседневных предметов в необычных ракурсах и освещении. В 1929 году швейцарский архитектор Х. Майер был назначен руководителем класса фотографии Баухауса в Дессау, и он привлёк к преподавательской работе Петерханса. Фотограф на своих занятиях со студентами обосновывал фотоэстетику учением пифагорейцев, философией Платона и Канта, чтобы показать, как идеальное понятие красоты создаётся в уме и только затем отражается в произведениях искусства.
В 1935—1937 годах Петерханс преподавал в школе Реймана-Херинга (Reimann-Häring-Schule; с 1936 года «Школа искусства и труда») в Берлине под руководством немецкого архитектора и теоретика Хуго Херинга.
После закрытия в 1933 году Баухауса нацистами Петерханс в 1938 году эмигрировал в Чикаго. В Иллинойсском технологическом институте в Чикаго Петерханс под руководством Миса ван дер Роэ вёл курс «визуальной подготовки» студентов-архитекторов. В этом курсе было десять разделов, которые нужно было изучать в течение четырёх семестров. Курс был настолько успешным, что пережил самого Петерханса более чем на тридцать лет.
В 1945—1947 годах Петерханс работал в «Комитете общественной мысли» при университете Чикаго, созданном с целью интеграции отдельных учебных дисциплин и областей знания посредством философии и философской антропологии. В 1953 году Петерханс преподавал в качестве приглашённого лектора в Высшей школе формообразования в Ульме, в 1959—1960 годах — в Гамбургском университете изобразительных искусств (Hochschule für Bildende Künste in Hamburg).
Архитектор скончался от сердечного приступа в доме своих родственников недалеко от Штутгарта, там же и похоронен. Его архив хранится в Музее Фолькванг в Эссене.